# La Petite-Raon
La Petite-Raon – miejscowość i gmina we Francji, w regionie Grand Est, w departamencie Wogezy.
Według danych na rok 1990 gminę zamieszkiwały 982 osoby, a gęstość zaludnienia wynosiła 108 osób/km² (wśród 2335 gmin Lotaryngii La Petite-Raon plasuje się na 375. miejscu pod względem liczby ludności, natomiast pod względem powierzchni na miejscu 663.).